# La Albuera
Albuera – wioska w hiszpańskiej Estremadurze położona 12 mil na południowy wschód od Badajoz. 
Była miejscem bitwy stoczonej pomiędzy alianckimi wojskami marszałka Beresforda i napoleońską armią marszałka Soulta 16 maja 1811 roku, w której niepełny pułk lansjerów nadwiślańskich zadał ciężkie straty jednostkom piechoty przyszłego brytyjskiego marszałka Johna Colborne’a. 
W 2005 roku Albuerę zamieszkiwało 1820 osób.